# یوریک
یوریک (انگلیسی: Yorick) شخصیتی خیالی از ویلیام شکسپیر در نمایش‌نامه هملت است که در این نمایش‌نامه نقش دلقک مرده دربار را ایفا می‌کند. در پرده ۵ صحنه نخست، جمجمه سر یوریک پس از نبش قبر توسط گورکن‌ها و سپس دیدن این صحنه توسط شاهزاده هملت سبب ایجاد نطق یکی از معروف‌ترین و نمادین‌ترین تک‌گویی‌های اخلاقی این نمایش‌نامه از زبان هملت خطاب به هوراشیو می‌شود. هملت پس از گرفتن جمجمه یوریک نطق خود را آغاز می‌کند:
" اسکندر مرد، اسکندر به خاک سپرده شد، اسکندر خاک گشت؛ خاک را گِل میکنند و با این گل که او بدان صورت درآمده برای چه نتوان سوراخ یک چیلیک آبجو را بست؟ قیصر پرصولت، پس از آنکه مرد و خاک شد با خاک بدنش سوراخی را بستند تا باد سرد به درون نوزد؛ آه، این خاک که روزی مایهٔ وحشت جهانی بود، وصلهٔ دیواری شد که راه را بر سوز زمستانی بگیرد!"
بر طبق برخی از گمانه زنی‌ها توسط پژوهشگران آثار ویلیام شکسپیر، شخصیت خیالی یوریک نقبی بر ریچارد تارلتون معروف‌ترین بازیگر، دلقک و آوازه‌خوان زمان الیزابت یکم است که هم عصر با نمایش‌نامه هملت شکسپیر می‌زیسته است.